# São Sebastião do Passé
São Sebastião do Passé é um município brasileiro da Região Metropolitana de Salvador, Bahia. Sua população estimada em 2024 pelo IBGE era de 42 936 habitantes, numa área de 538,32 km² e uma altitude de 37 metros.

## História
Há dúvidas quanto à origem do nome da cidade, alguns estudiosos afirmam que a expressão "São Sebastião" foi devido à exigência de uma capela, erguida por uma família feita em homenagem ao Santo. A opinião mais aceita é que a palavra Passé deriva da existência de indígenas remanescente da tribo (Aruaque dos Passes), originários da região situada entre os rios amazonenses Negro e Icã, espalhados por alguns pontos do Brasil.
A tradição oral refere-se a certo riacho "Passé" sem registro, contudo, nas fontes escritas de pesquisas.
Sabe-se que a Igreja Católica teve uma participação decisiva na formação das maiorias das cidades brasileiras. As primeiras notícias oficiais de São Sebastião do Passé também derivam da fé cristã através de Alvará Régio, datado de 11 de abril de 1718, e assim foi criada a freguesia de São Sebastião do Passé. Nesta época registrava-se uma população de 2.600 habitantes, contando ainda oito engenhos, quatro capelas (uma principal e três filiais).
Até 1926, São Sebastião do Passé era considerado distrito do município São Francisco do Conde, a sua independência ocorreu decorrente da amizade que havia entre o coronel Luís Ventura Esteves, um importante político local, e o governador da época, Francisco Marques de Góis Calmon.

## Distritos
- Nazaré de Jacuípe
- Lamarão do Passé
- Maracangalha
- Banco de Areia
- São Sebastião do Passé (Sede)
- Laranjeiras

## Economia
Na produção agrícola destaca-se o cultivo de mandioca. Na pecuária, destacam-se os rebanhos de bovinos, eqüinos e muares. Seu parque hoteleiro registra 30 leitos. O município de São Sebastião do Passé fica a 58 quilômetros de Salvador.
Segundo dados da SEI/IBGE, o PIB do município para 2016 foi de R$560,528 mil. Em 2003, a estrutura setorial foi distribuída da seguinte forma: 8,21% para agropecuária, 51,82% para a indústria e 39,98% para serviços.

## Turismo
Fé e belezas naturais são alguns dos atrativos do Assentamento 3 de Abril, em São Sebastião do Passé, no Recôncavo Baiano. A 14 quilômetros do centro do município, o assentamento também tem um potencial histórico desconhecido. No local, vivem hoje 92 famílias, mas a região já tinha moradores desde o Século XIX. Neto de escravos, o assentado Antônio Marcelino dos Santos, de 80 anos, conta que seus antepassados sentiram na pele o sofrimento da escravidão. "Eles comemoraram bastante a abolição da escravatura e me disseram que a vida na senzala era difícil", recorda.
A parte histórica tem ainda maior destaque por causa das ruínas de uma igreja construída há 200 anos. A trilha para chegar às ruínas, de aproximadamente 400 metros de distância, está praticamente fechada pelo mato. Em períodos de chuva intensa, o local fica inacessível. A antiga igreja tem cerca de 800 metros quadrados. "É um local de grande valor histórico", enfatiza o presidente da Associação Rainha dos Anjos (integrante do Assentamento 3 de Abril), Martinho dos Reis Santos.

### Gruta do Assentamento Nossa Senhora dos Anjos
Outro destaque local é a religiosidade. A padroeira do assentamento é Nossa Senhora Rainha dos Anjos que, segundo conta a lenda, já teria sido vista na gruta do 3 de Abril. O lugar é visitado por cerca de mil fiéis por ano. Além disso, são rezadas missas nas proximidades da gruta, principalmente no verão, quando o acesso é mais fácil.
Depoimentos da comunidade local reforçam a crença. Para o assentado Antônio Marcelino, a água da gruta é milagrosa. "Meu irmão, José Marcelino, iria para o hospital, onde amputaria a perna. Depois que ele banhou a perna com a água da gruta, voltou a andar como antes. Nunca vou me esquecer disso", conta.
Segundo Marcelino, outro milagre também atribuído à santa aconteceu no assentamento há cerca de 50 anos. "Eu me lembro de uma moça que tinha paralisia. Após se banhar com a água da gruta, essa menina jogou a muleta no chão e começou a andar normalmente. Isso me marcou bastante", destaca.
Atualmente, há uma igreja com a imagem de Nossa Senhora Rainha dos Anjos, onde é rezada mensalmente uma missa que atrai moradores de municípios próximos ao assentamento. Os visitantes também podem encontrar no local uma área remanescente de Mata Atlântica com 492,5 hectares – o equivalente a 21% da área total do 3 de Abril.

### Maracangalha
Famosa e imortalizada pela canção de Dorival Caymmi ("Eu vou para maracangalha.., eu vou, Eu vou com chapéu de palha eu vou…), que apresentou esta pequena vila para o mundo através de sua canção.
Tem como atração a praça Dorival Caymmi, em formato de violão; a Capela de Nossa Senhora da Guia, inaugurada em 1963, reúne devotos em torno da imagem da protetora da vila, sendo que no mês de janeiro, recebe os fiéis em festejos para a santa com missa, procissão e lavagem das escadarias; e as ruinas da Usina Cinco Rios, fundada em 1912, que tornou-se uma das mais tradicionais do Recôncavo Baiano e já chegou a produzir 300 mil sacas de açúcar por ano e a absorver mão-de-obra de mais de 1000 trabalhadores, sendo responsável por 75 anos de movimentação na vila, hoje encanta visitantes com seu passado.
Como chegar à Vila: Maracangalha dista 57 km de Salvador. No cruzamento das rodovias BR-324/BR-110, entra-se na altura do km 51. Seguindo 3 km no sentido de São Sebastião do Passé/Candeias, onde 500 metros após a ponte sobre o Rio Joanes, há um desvio à direita (onde tem uma placa com uma seta "Maracangalha"). Segue-se por uma estrada de asfalto com extensão de 3 km e chega-se à vila.

## Geografia
Em suas terras predominam os sedimentos arenosos e de folhetos e siltitos de diversas cores. Os arenitos são micáceos e argilosos nas cores cinza e branco, quando frescos, e marrom claro, nas intempéries.
Tem um clima chuvoso, quente e úmido, compreendendo uma estação seca compensada por período de elevada pluviosidade.
A média de precipitação anual é de 1.650 mm.
A cidade faz parte da Bacia Hidrográfica do Rio Joanes, que é englobada nas Bacias Hidrográficas do Recôncavo Norte.

### Acesso
Saindo de Salvador seguindo pela BR-324 até o cruzamento com a BR-110, e entra na altura do km 51 seguindo mais 3 km até a cidade. Saindo de Camaçari segue pela BA-512 até a cidade. Saindo de Candeias basta seguir pela BR-110 até a cidade de São Sebastião do Passé. Ainda saindo de Salvador, em Simões Filho sai da BR-324 e pega a BA-093 após a entrada da cidade de Camaçari, pega a BA-512.
O acesso ferroviário à cidade é feito através da Estrada de Ferro Centro-Oeste da Bahia, também chamada de Linha Tronco da Viação Férrea Federal Leste Brasileiro. Encontra-se concedida à Ferrovia Centro-Atlântica somente para o transporte de cargas.

### Rodovias
- BR-110
- BR-324
- BA-512

### Ferrovias
- Linha Tronco da Viação Férrea Federal Leste Brasileiro[8][9]